# 신 스틸러
신 스틸러(scene stealer)는 영화나 드라마에서 주연은 아니지만 매력, 개성, 카리스마, 연기력 등을 발휘하여 주연처럼 주목을 받는 역을 말한다. 이런 역에는 친구, 사이드킥 등이 해당되는 경우가 많다.